# Bank of America Center (Houston)
Bank of America Center – wieżowiec w Houston w Stanach Zjednoczonych. Został zaprojektowany przez Johnson/Burgee Architects i Kendall/Heaton. Budowa budynku rozpoczęła się w 1980, a zakończyła w 1983. Wybudowano go wokół istniejącego tu wcześniej dwupiętrowego budynku. Wykonany w stylu postmodernistycznym w połączeniu z neogotykiem. Do budowy użyto głównie granitów, stali i szkła. Ma 56 pięter i jest wysoki na 238 metrów.
Jest to obecnie czwarty co do wysokości budynek w Houston. Całkowita powierzchnia zajmuje przestrzeń 139 350 m², jest wykorzystywana się w celach biurowych.
Wieżowiec został wyróżniony wieloma nagrodami, m.in. Associated Landscape Contractors of America Awards w 1991; BOMA Award w latach: 1988 i 1987.
W 2001, po przejściu huraganu Alison, parking budynku został zalany 80 milionami galonów wody. Zginęła wtedy jedna osoba.